# Éthoxypropane
L'éthoxypropane est un éther.